# 斯克蘭頓 (堪薩斯州)
斯克蘭頓（英語：Scranton）是一個位於美國堪薩斯州歐塞奇縣的城市。

## 地方資料
根據2020年美國人口普查的數據，斯克蘭頓的面積為2.80平方千米，當中陸地面積為2.79平方千米，而水域面積為0.01平方千米。當地共有人口653人，而人口密度為每平方千米233.21人。